# David Moliner

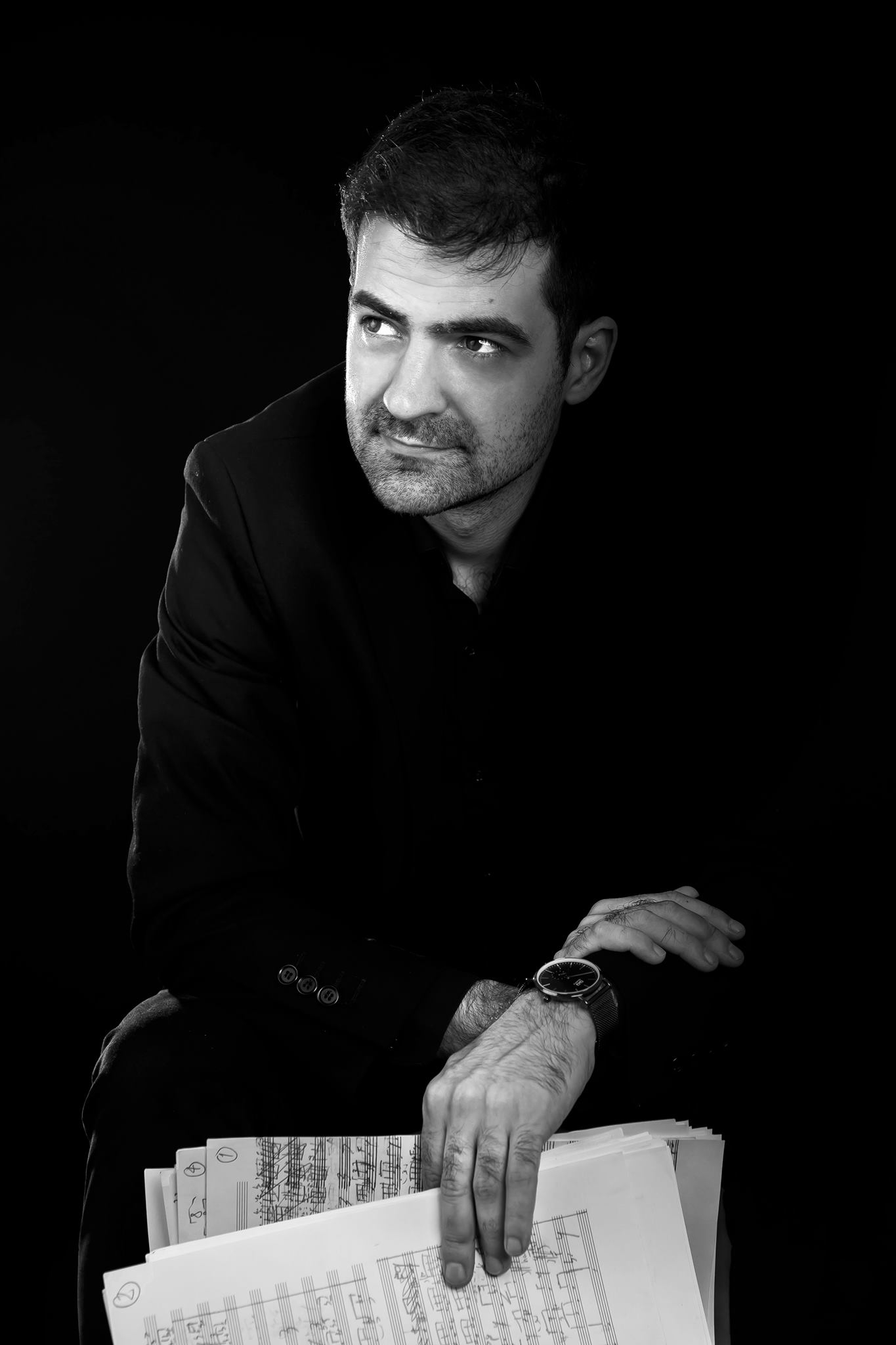
Moliner

David Moliner (* 23. Mai 1991 in Cuenca, Spanien) ist ein spanischer Komponist und Perkussionist.

## Leben
Moliner begann sein Kompositionsstudium bei Pascal Dusapin an der Universität Genf. Anschließend studierte er an der Universität der Künste Berlin und an der Barenboim-Said Akademie bei Jörg Widmann. Seine Musik wurde in  Europa von Jörg Widmann, Ensemble intercontemporain Ensemble intercontemporain, SWR Vokalensemble Stuttgart, Lucerne Festival, Valencia Orchestra, Camerata Nordica, Spanisches Nationalorchester, aufgeführt und  gefördert von den Dirigenten  Matthias Pintscher, Alexander Liebreich, Fabián Panisello und Marcus Creed. Als Schlagzeuger spielte er Solokonzerte im Young Euro Classic, Konzerthaus Berlin, Guggenheim Museum Bilbao oder im Museum Tinguely Basel.
Er wurde mit mehreren Kompositionspreisen ausgezeichnet, darunter den Lucerne Festival Roche Young Commissions im Jahr 2021.
Seine Ästhetik wird unter dem Namen Expressive Dynamik zusammengefasst und ist stark von Komponisten wie Ludwig van Beethoven, Iannis Xenakis und Vinko Globokar beeinflusst.
Er war Gast an der Hochschule für Musik und Theater München und der University of Southern California.

## Werke (Auswahl)
- Solo (Auswahl):
  - Fantasie um das Klavier (2011)
  - IV Percussion Solos (2016–2020)
  - III Nocturnus (2016)
  - Sinergy I/II (2016–2021)
  - Solo V Sentir Rapaz! (2023)

- Kammermusik (Auswahl):

- - IV Impromptus (2010)
  - Was Koordiniert ist… ist nicht Koordiniert! (Zwei kleine Vögel) (2014)
  - Trio der Klang der Erde (2015)
  - Streichquartett I (2016)
  - Streichquartett II (2017)
  - Egloga (Klang des Todes!) (2017)
  - Streichquartett III (2020)

- Musik für Ensemble (Auswahl):
  - Estructura I (2016)
  - La Grotesquería (2021)
  - Un Magnetar... Magnetische Episoden (2022)

- Orchester:
  - Estructura II (2017)
  - Figuratio I Mein Logos! (2018)
  - Estructura III (2020)
  - Alma Grial (2022)
  - Estructura IV (2023)

## Diskographie
- 2019:
  - From Xenakis to Moliner, David Moliner (percusión).[15]
- 2021:
  - Physical Sound (NEOS Music), David Moliner, Fabián Panisello, Plural Ensemble.[16]